# Bridget Carleton
Bridget Carleton, née le 22 mai 1997 à Chatham-Kent, en Ontario, est une joueuse canadienne de basket-ball.  

## Biographie
Formée en NCAA avec les Cyclones d'Iowa State, elle réalise en 2018-2019 la meilleure saison individuelle de l'histoire de l'université avec 21,7 points, 8,6 rebonds, 4 passes décisives, 2,3 interceptions et 1,2 contre de moyenne en 35 matchs. Elle quitte le Cyclones à huit longueurs du record du points inscrits à ISU avec 2 142 points, 713 paniers (3e), 211 interceptions (3e), 214 contres (3e) et 255 paniers à trois points (5e). 
Elle est retenue en 21e position lors de la draft WNBA 2019 par le Sun du Connecticut. Coupée par la franchise début juillet après quatre rencontres, elle signe en août avec le Lynx du Minnesota et dispute quatre rencontres de saison régulière. 
Elle rejoint ensuite Townsville Fire en Australie où elle aligne de statistiques de 11,6 points à 45,9% de réussite à 3-points (sur 5 tentatives par rencontre), 6,4 rebonds et 1,8 passe décisive en 29 minutes sur 20 rencontres.
Pour la saison LFB 2020-2021, elle signe avec Landerneau. Perturbée par l'enchaînement de la saison WNBA dans la bulle sanitaire puis une saison LFB marquée par la crise sanitaire liée au Covid19, elle obtient la rupture de son contrat fin décembre 2020 après quatre matches de LFB (9 points et 7,3 rebonds pour 13,8 d'évaluation en 27 minutes).

## Équipe nationale
Capitaine de l'équipe nationale U16 puis U17 en 2013 et 2014 puis dans le cinq majeur de l'équipe nationale U18 et enfin capitaine de l'équipe nationale U19, elle intègre l'équipe nationale en 2017 et participe à la Coupe du monde 2018 où le Canada se classe septième.

## Palmarès
- Médaille d'or Championnat des Amériques 2017
- Médaille d'argent Championnat des Amériques 2019

## Distinctions personnelles
- Vainqueure du trophée Cheryl Miller (2019[6])
- Meilleure joueuse de la Big 12 Conference (2019[3])
- Meilleur cinq de la Big 12 (2017, 2018, 2019[3])
- Meilleur cinq académique de la Big 12 (2017, 2018, 2019[3])
- Meilleur cinq des freshmen de Big 12 (2016[3])